# 火星震

火星震震波的電腦模擬動畫

火星震（英語：Marsquake），又稱火震，是一種存在於火星之上的天體震動，與地震一樣的是，火星淺層或深層震動是由火星內部能量突然釋放引致，其中造成原因可能是板塊漂移或來自奧林帕斯山與塔尔西斯山群等熱點。對火星震的偵測和分析能為探索火星的內部結構提供信息，以至確定火星上的諸多火山中是否仍有部分保持活躍狀態。
月球上的地震已被成功觀察到且有充分的文獻記錄，亦有證據表明金星上曾經發生過震動，但火星卻要到2019年才被觀察有地震的存在。具有力的跡象顯示，火星曾有過震動較活躍的時期，其南部有大片區域存在明顯的磁條帶，而磁條帶通常是地殼格外薄的區域分裂和漂移的標誌，並在緩慢張裂的裂谷中生成新的土地；大西洋中洋脊便是其中一個典型的例子。然而科學家們並未發現該地區有顯著的擴張脊，因此磁條帶可能非由震動所致。
長3769公里的水手號谷被認為是火星平移斷層的殘存部分，洞察号探测器（InSight）在2021年8月25日確認檢測到首宗來自水手谷的火星震事件，震級達4.2級，茲證明其是一個活斷層。

## 可測性

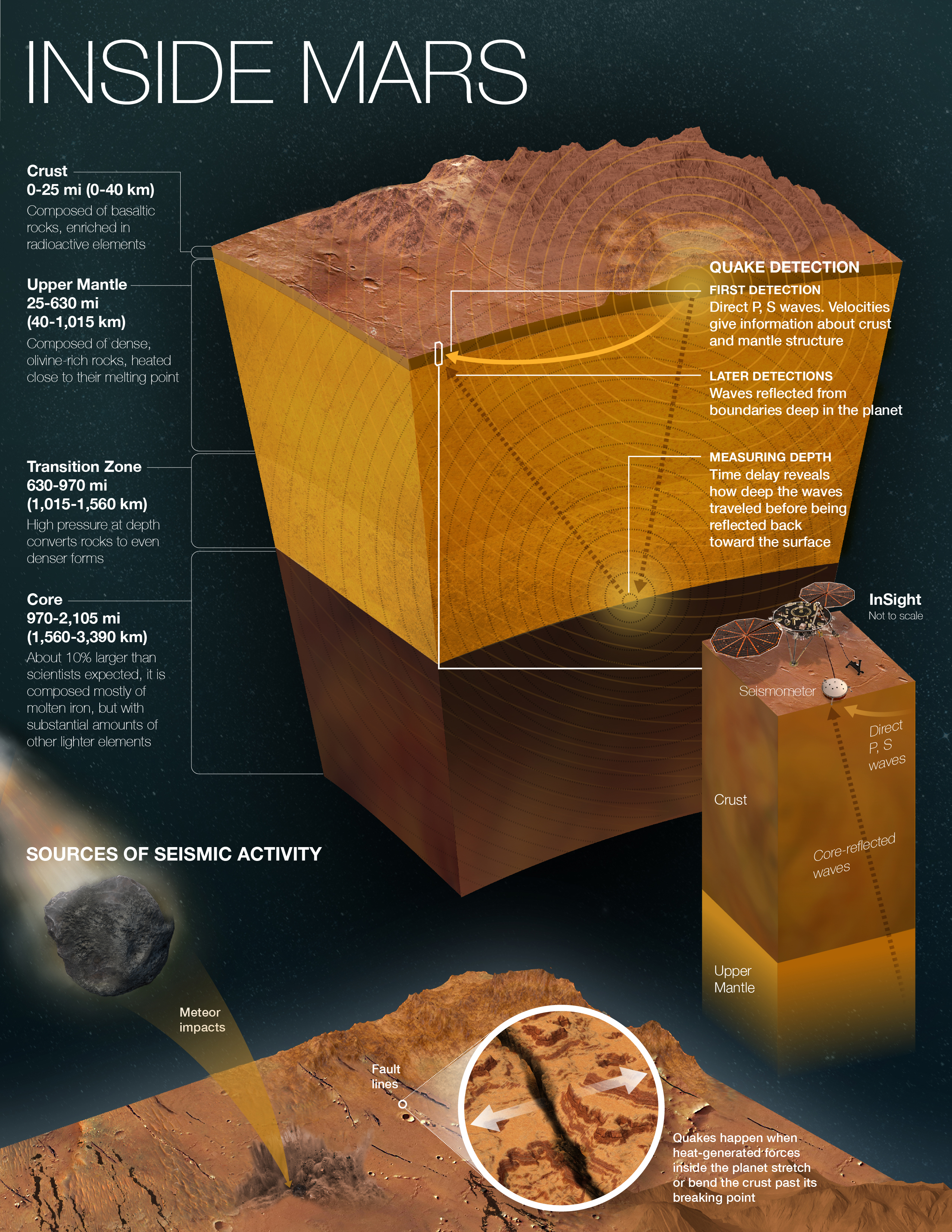
根據SEIS的數據所製的火星內部結構圖

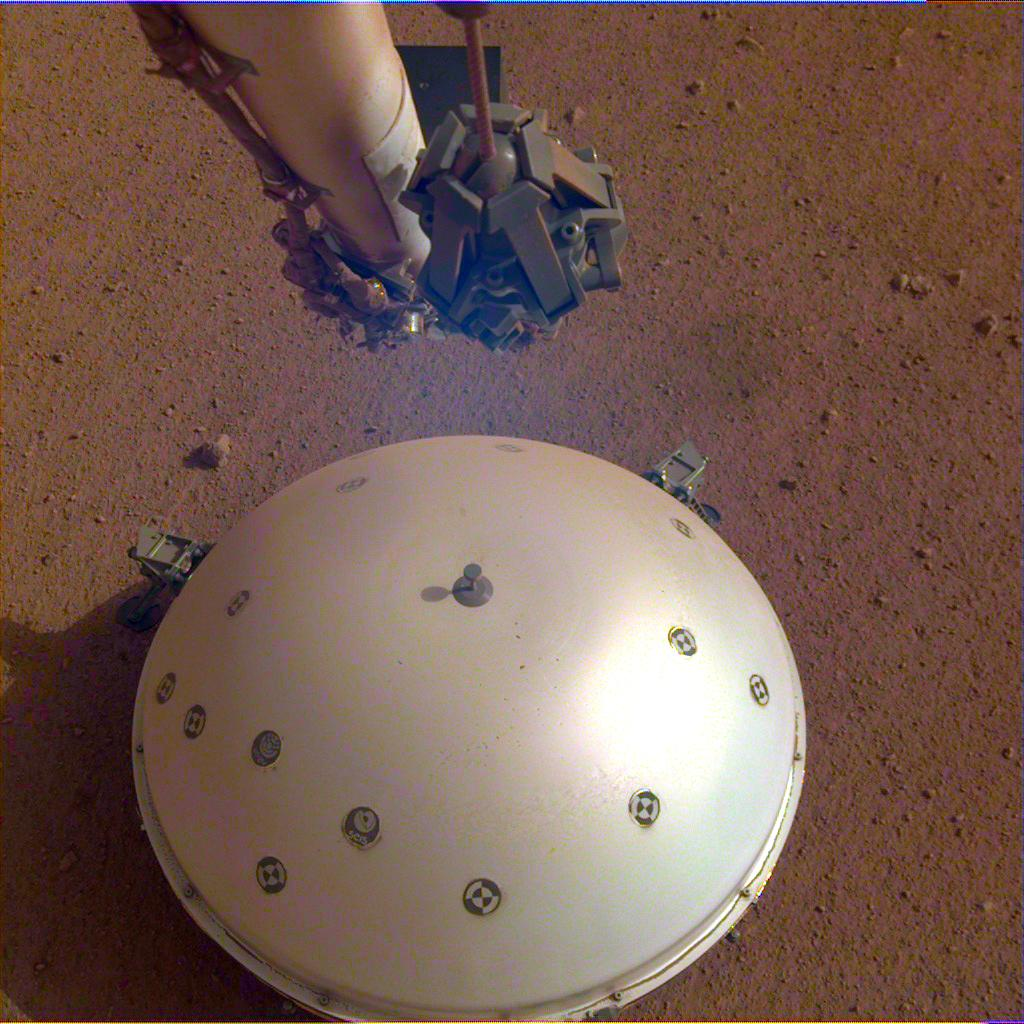
登陸火星110日後的洞察號

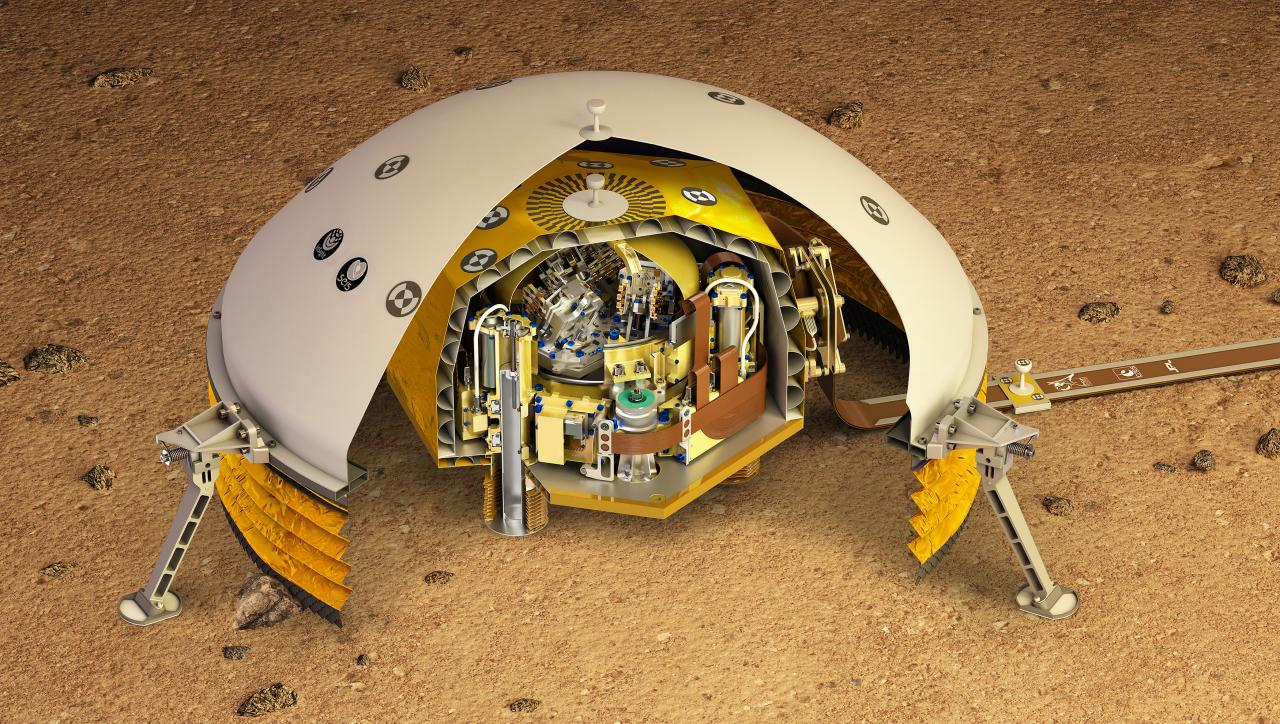
位於洞察號白色護罩下方的SEIS剖面圖

對火星震的第一次探測嘗試是在1975年進行的維京号計劃，儘管兩個登陸器分別成功運行了六年和三年半，卻由於地震儀安裝在著陸器頂部，而導致受強烈的火星風影響而無法偵測出任何明顯的震動。值得慶幸的是，此次計劃已足夠肯定火星不會頻繁發生大型地震。維京2號的登陸器收集到超過560個火星日且近2100小時（89天）的資料，在著陸地風速較慢的時間段期間，它能夠有限度地對火星震進行探測。至於維京1號方面則因為無法啟動地震儀而未能取得任何數據。前者的地震儀可能在第80個火星日偵測到火星震的發生，但由於同日沒有收集到風速數據而不能排除為火星風所致的可能性，而當天的資料集已從原始的格式轉換為ASCII文件。三十年後，洞察號任務的數據令人們重新想起維京2號的數據集，對其進一步的分析或能從一系列的探測中了解其中一個最大的火星塵捲風事件。
洞察号探测器在2018年5月5日升空，並於同年11月26日登陸火星。稍整片刻後，洞察號為了尋找火星震和分析火星的內部結構，而在2018年12月19日（第13個火星日）部署了一部名叫「內部結構地震實驗儀」（SEIS）的地震儀。SEIS預計大至多數的隕石撞擊事件，小至每年進入火星大氣層後造成空爆的流星體都是其偵測範圍之內。除此之外，它還會研究火星的地殼和地幔在對隕石撞擊發生會做出怎樣的反應，從而更深層次地了解火星的內部結構。
洞察號在2019年4月6日（第128個火星日）探測並記錄到一個微弱的地震訊號，相信是一次小型火星震。據美國太空總署所言，著陸器的地震儀偵測到地面震動，並記錄了三種不同的聲響。洞察號在此前的3月14日（第99個火星日）、之後的4月10日（第132個火星日）及4月11日（第133個火星日）記錄了另外三個火星震事件，但這些訊號更微弱，也難以介定震央所在，因此無法排除任何其他可能性。
2022年5月4日，SEIS地震儀偵測到了一場估計震度達5級的大型火星震。

## 候選火星震事件
儘管遭受強風干擾，維京2號著陸器仍在約1976年11月23日，即第80個火星日（03:00）風速相對較低的區間探測到異常的加速度暴增。根據訊號的特徵，並假設火星地殼行為與著陸器測試基地附近的地殼相似的話，估計該火星震事件的震級達2.7級，震央距約為110公里。然而維京2號僅在該事件發生前20分鐘（02:45）和發生後45分鐘（03:45）測量過風速，分別為2.6和3.6米每秒。若要探測出此規模的火星震，風速計就必須測出16米每秒的疾風，且不能否定為由沙塵暴或塵捲風所致（但它們在午後發生的機率不大）。
2019年4月6日（第128個火星日），洞察號的內部結構地震實驗儀檢測到了一次1-2級，震央據信位於著陸器100公里以內的火星震事件，同年3月14日、4月10日和4月11日亦偵測到了另外三個未經證實的候選火星震事件。4月6日的火星震類似於阿波羅計劃期間檢測到的月震，有可能是由行星內部的活動或撞擊地表的隕石引起。截至2019年9月30日，SEIS已向NASA報告了174次火星震，其中包括20多次矩震級為{\displaystyle M_{W}}= 3–4的事件，但沒有錄得超過4級以上的震動，同時並未觀察到由撞擊所致的火星震。若所有事件屬實，則證明火星是一顆地震活動頻繁的行星。

## 外部連結
- YouTube上的Video (2:48) – MarsQuakes NASA (19 July 2019)